# Michael Nachreiner
Michael Nachreiner (* 16. August 1974 in Heilbronn) ist ein ehemaliger deutscher Basketballspieler. Der 2,11 Meter große Innenspieler bestritt in der Basketball-Bundesliga Einsätze für Ludwigsburg, Gießen und Lich und war U22-Nationalspieler. Mit Ludwigsburg und Gießen spielte er zudem im Europapokal.

## Laufbahn
Nachreiner spielte in der Jugend Basketball in seiner Heimatstadt Heilbronn für den TSV Sontheim, ehe er in den Nachwuchsbereich der BG Ludwigsburg wechselte und dann von 1993 bis 1995 zur Herrenmannschaft des Vereins in der Basketball-Bundesliga gehörte. Nach Stationen bei den Zweitligisten Karlsruhe und Heidelberg zog es ihn in die Vereinigten Staaten, wo er von 1997 bis 1999 an der University of Denver ein Studium in den Fächern Geschichte und Mathematik absolvierte und Mitglied der Basketball-Mannschaft der Hochschule war.
In Folge seiner Rückkehr nach Deutschland verstärkte Nachreiner im Spieljahr 1999/2000 den TV 1860 Lich in der Bundesliga, zur Saison 2000/01 wechselte er zu Avitos Gießen und im Februar 2001 zurück nach Lich. In der Saison 2001/02 spielte Nachreiner für den SSV Ulm in der zweiten Liga, von 2002 bis 2004 noch einmal für den TV Lich.
Nachreiner, der vor seinem Studium an der University of Denver bereits in Karlsruhe Wirtschaftsmathematik studiert hatte, verfügt ebenfalls über einen Hochschulabschluss in Geschichte und Politikwissenschaften, den er an der Justus-Liebig-Universität Gießen erwarb. Ab 2006 absolvierte er ein Volontariat bei der Heilbronner Stimme und wurde danach als Sportredakteur tätig. Dem Basketball blieb er als Trainer verbunden.